# Куратица
Куратица (мкд. Куратица) је насеље у Северној Македонији, у југозападном делу државе. Куратица припада општини Охрид.

## Географија
Насеље Куратица је смештено у југозападном делу Северне Македоније. Од најближег града, Охрида, насеље је удаљено 18 km североисточно.
Куратица се налази у историјској области Охридски крај, која обухвата простор источно и североисточно од Охридског језера. Насеље је смештено високо, на југозападним висовима Плакенске планине. Надморска висина насеља је приближно 1.080 метара.
Клима у насељу је планинска због знатне надморске висине.

## Становништво
Куратица је према последњем попису из 2002. године имала 326 становника. 
Већину становништва чине етнички Македонци (100%).
Већинска вероисповест је православље.